# Cicindela chinensis
Cicindella chinensis (лат.) — вид жуков-скакунов из семейства жужелицы (Carabidae), распространённый в Азии. 

## Распространение
Ареал вида охватывает Японские острова, Китай, Корею.

## Описание
Длина от 16 до 19 мм. Тело с металлическим блеском, голубовато-красным рисунком и светлыми отметинами на надкрыльях; глаза крупные, голова шире груди.
Хищные жуки, активные в светлое время суток. Почвенные личинки — также хищники, роют вертикальные норы, в которых стерегут добычу. Жуки населяют открытые пространства (поля, луга, просёлочные и лесные дороги, песчаные берега рек, склоны оврагов), быстро бегают по поверхности почвы, при опасности перелетают на короткое расстояние. Способны передвигаться со скоростью до 9 км/ч.

## Подвиды
Подвиды:

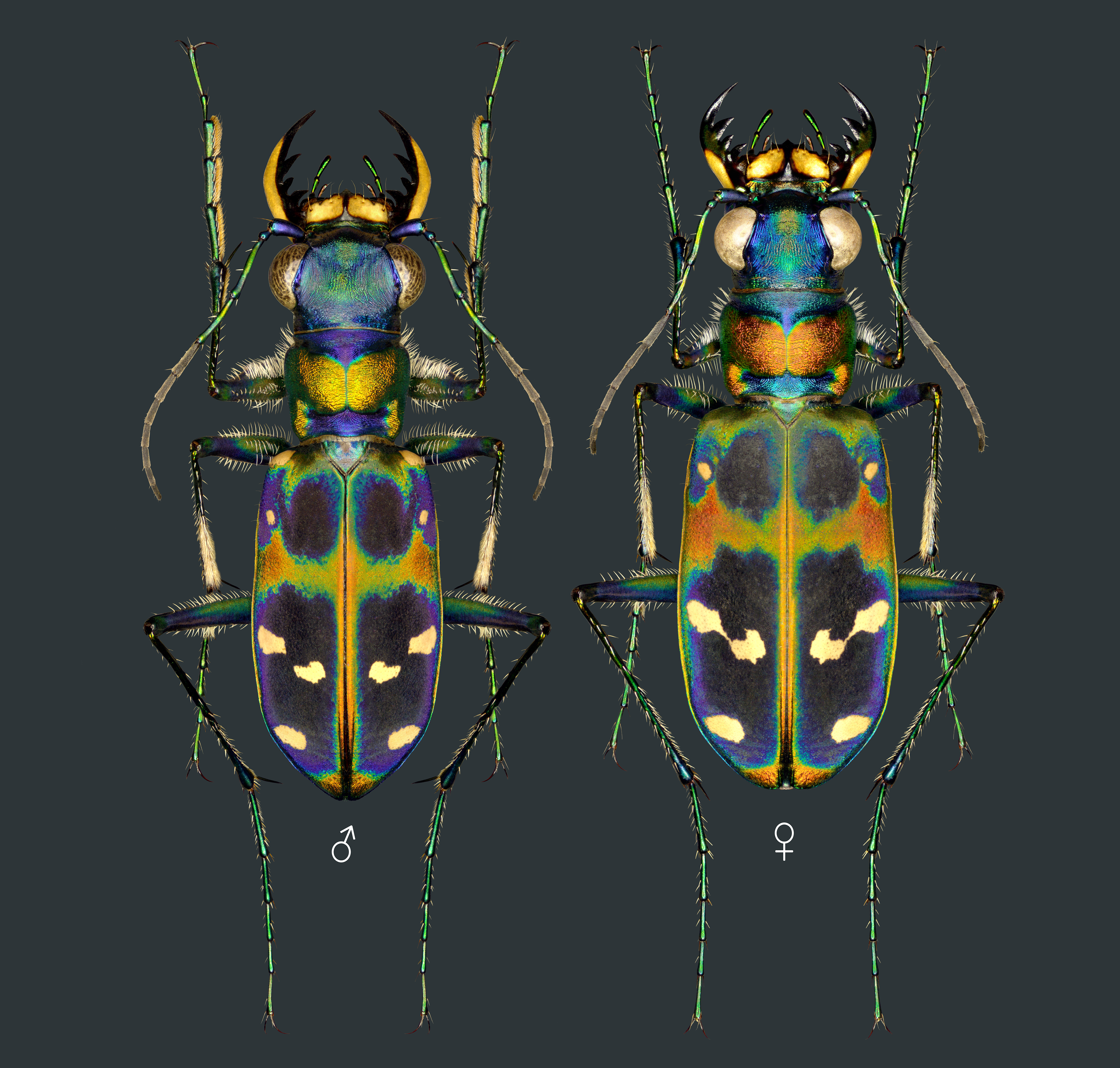
Cicindela chinensis japonica

- Cicindela (Sophiodela) chinensis chinensis (De Geer, 1774)
- Cicindela (Sophiodela) chinensis flammifera (W. Horn,1921)
- Cicindela (Sophiodela) chinensis japonica (Thunberg,1781)
- Cicindela (Sophiodela) chinensis okinawana (Nakane,1957)